# 多夫格 (切爾尼戈夫區)
47°6′57″N 36°5′55″E / 47.11583°N 36.09861°E
多夫赫（烏克蘭語：Довге）是位於烏克蘭東南部的村莊，由扎波羅熱州別爾江斯克區的切爾尼希夫卡市鎮負責管轄。該村處於庫魯尚河畔，距離莫克里斯塔夫3公里，始建於1960年，面積2.5平方公里，海拔高度137米，2001年人口601。